# Potrerillos Santa María Villa Guerrero
Potrerillos Santa María Villa Guerrero är en ort i Mexiko.   Den ligger i kommunen Villa Guerrero och delstaten Mexiko, i den sydöstra delen av landet, 70 km sydväst om huvudstaden Mexico City. Potrerillos Santa María Villa Guerrero ligger 2 469 meter över havet och antalet invånare är 130.
Terrängen runt Potrerillos Santa María Villa Guerrero är kuperad åt sydost, men åt nordväst är den bergig. Runt Potrerillos Santa María Villa Guerrero är det tätbefolkat, med 550 invånare per kvadratkilometer. Närmaste större samhälle är Tenango de Arista, 11,6 km nordost om Potrerillos Santa María Villa Guerrero. Omgivningarna runt Potrerillos Santa María Villa Guerrero är en mosaik av jordbruksmark och naturlig växtlighet.